# Hydroporus pubescens
Hydroporus pubescens är en skalbaggsart som först beskrevs av Leonard Gyllenhaal 1808.  Hydroporus pubescens ingår i släktet Hydroporus och familjen dykare. Enligt den finländska rödlistan är arten nära hotad i Finland. Arten är reproducerande i Sverige. Artens livsmiljö är små tjärnar och gölar (även flarkar). Inga underarter finns listade i Catalogue of Life.

## Bildgalleri

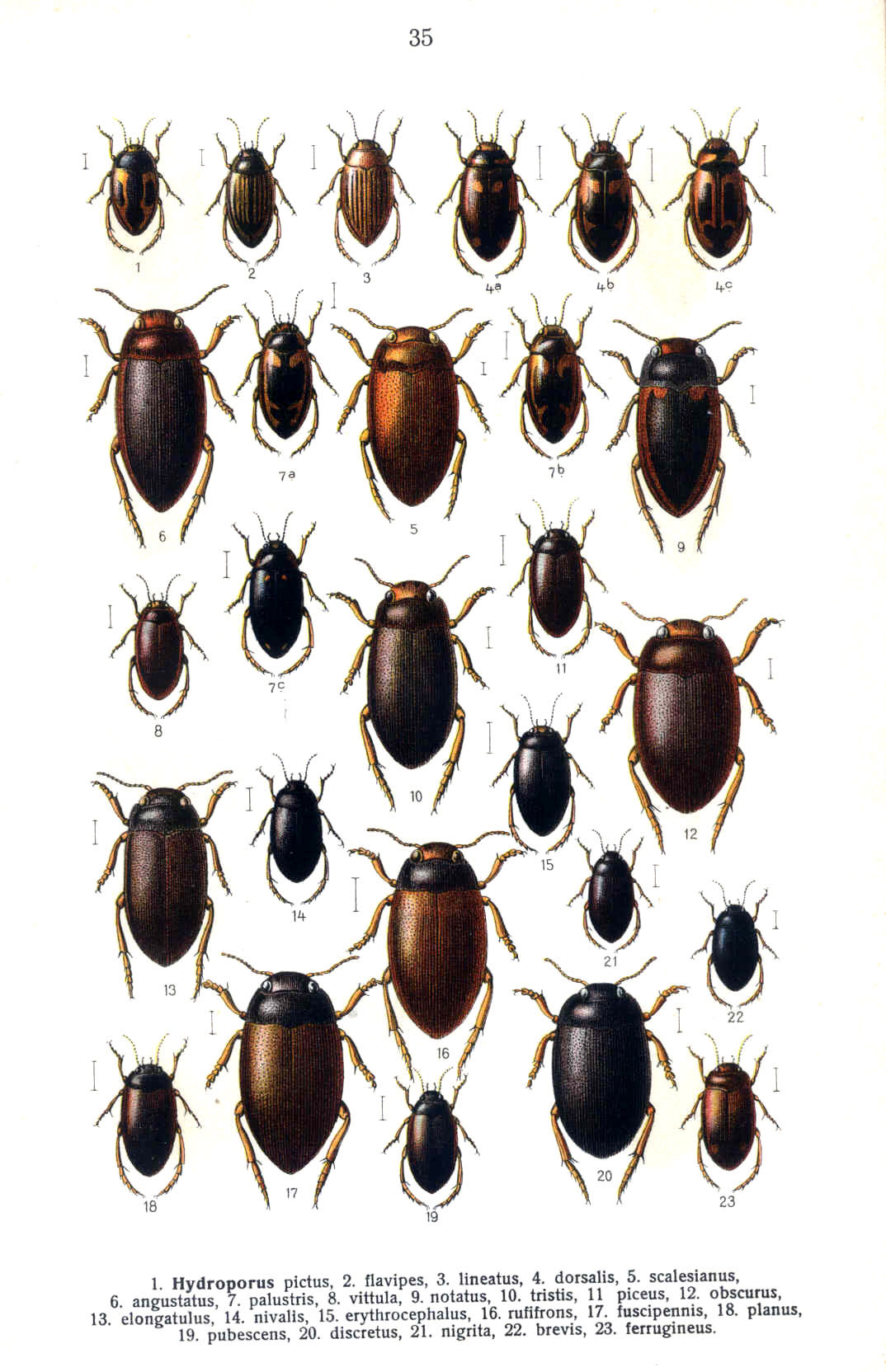
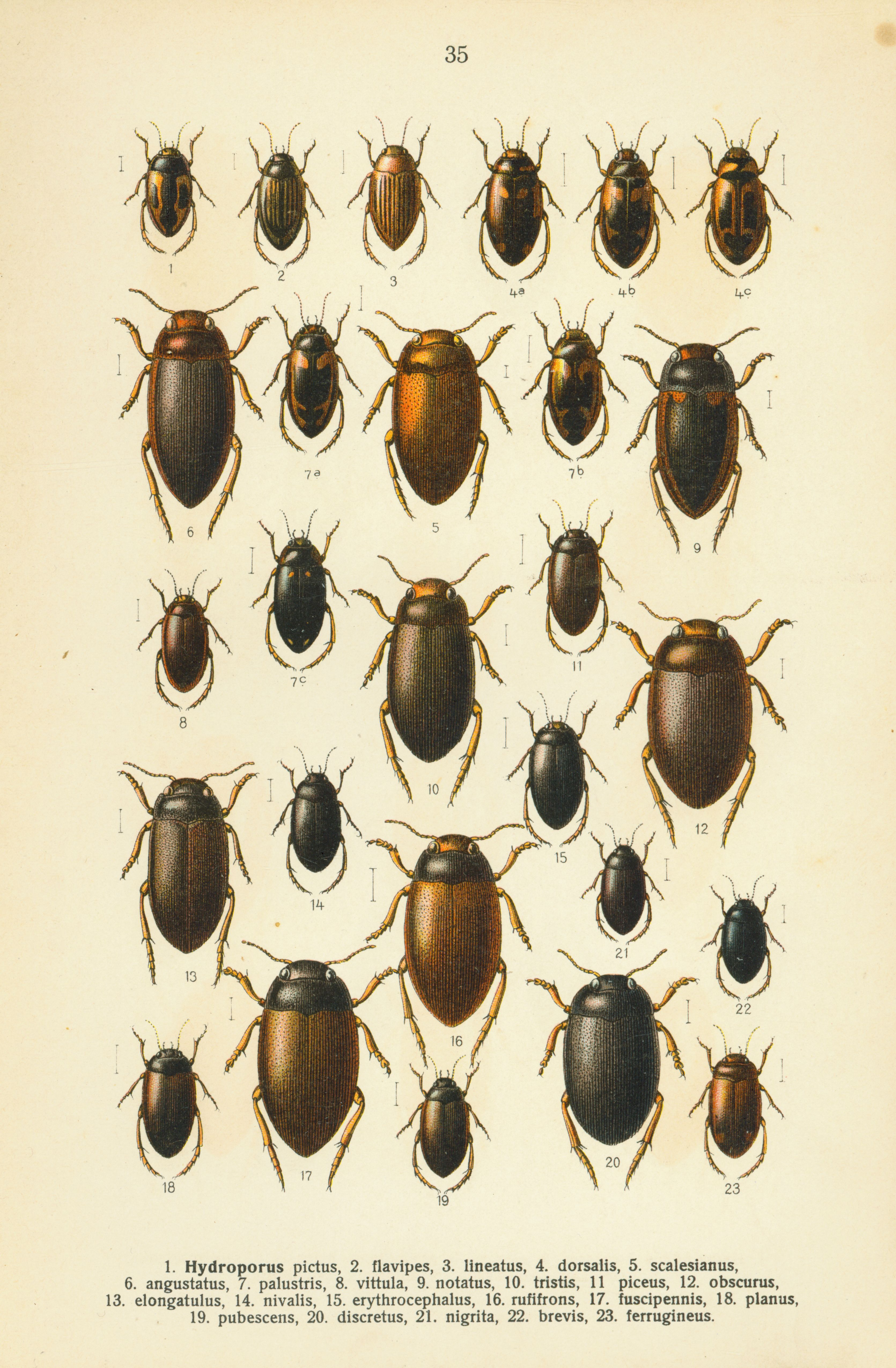